# Molotschnaer Dialekt
Der Molotschnaer Dialekt war einer der Hauptdialekte des Plautdietschen, der sich auch an der Wolga, im Orenburger Gebiet und in Westsibirien, insbesondere in der Region Altai, verbreitet hat.
Die Varietät geht zurück auf die deutschsprachige, russlandmennonitische Bevölkerung der Kolonie Molotschna, die sogenannten „Neusiedler“, und hat sich weitestgehend unvermischt bis heute erhalten. Diese Siedler, die in der Kolonie Molotschna etwa 55 Dörfer gründeten, sprachen unterschiedliche Mundarten, entsprechend ihren Heimatgebieten. Diese reichten vom oberdeutschen Schwäbisch, Badisch, Elsässisch oder Bairisch über westmitteldeutsches Hessisch oder Pfälzisch, ostmitteldeutsches Sächsisch, Thüringisch oder Schlesisch bis zum niederdeutschen „Plattdeutsch“. Das Dorf Preuß wurde von Siedlern aus 129 verschiedenen Orten aus den ursprünglichen Siedlungsgebieten besiedelt.
Im Vergleich zu dem in der Kolonie Chortitza gesprochenen Chortitzer Dialekt der sogenannten Altsiedler galt der Molotschnaer Dialekt in der Ukraine als prestigeträchtiger und setzte sich in den Tochterkolonien meist durch. Jedoch setzten sich bei der dialektalen Mischung auffällige Merkmale des Chortitzer Dialekts durch, wie die Aussprache des niederdeutschen k als tj (ätj für äk/ick, „ich“) und der Umlaut früü für fru/fruu („Frau“), hüüs für huus („Haus“).

## Merkmale
Im Molotschnaer Dialekt heißt es z. B. „fru/fruu“ (Frau), „brut“ (Braut), „ko:oken“ (kochen) sowie „grä:v“ (grau) „grou“ (grau), „mou“ (Ärmel).
Im Molotschnaer Dialekt ist der Akkusativ weitgehend verschwunden.